# Anchoviella carrikeri
Anchoviella carrikeri är en fiskart som beskrevs av Fowler, 1940. Anchoviella carrikeri ingår i släktet Anchoviella och familjen Engraulidae. Inga underarter finns listade i Catalogue of Life.